# Nephrotoma strenua
Nephrotoma strenua är en tvåvingeart som beskrevs av Alexander 1917. Nephrotoma strenua ingår i släktet Nephrotoma och familjen storharkrankar. Inga underarter finns listade i Catalogue of Life.